# 観勒 (小惑星)
観勒（かんろく、4963 Kanroku）は小惑星帯に位置する小惑星。香西洋樹と古川麒一郎が東京天文台木曽観測所で発見した。
日本へ602年に渡来し、天文、暦本、陰陽道を伝えた百済の僧侶、観勒から命名された。